# Hermann Gallin
Hermann Gallin († 17. Dezember 1365 in Lübeck) war Kaufmann und Bürgermeister der Hansestadt Lübeck.
Hermann Gallin war Sohn des Lübecker Bürgers Gerhard Gallin. Als Kaufmann war er im Handel mit Flandern aktiv. Sein sehr vermögendes Handelshaus betrieb er gemeinsam mit seinem Bruder Gerhard Gallin bis zu dessen Tod 1350. Hermann Gallin wurde 1351 in den Lübecker Rat gewählt. 1359 wurde er einer der Bürgermeister der Stadt. Er stiftete der Lübecker Marienkirche eine Vikarie und erbaute die nach ihm benannte Gallin-Kapelle am nördlichen Chorumgang östlich der Totentanz-Kapelle, in der er auch unter einer Messinggrabplatte begraben wurde. Der Stein mit eingelegter Messingplatte war eine Arbeit aus Flandern und wird in der Literatur der Schule von Tournai zugeordnet. Er ist beschrieben, aber nicht erhalten; die Messingeinlage fehlte bereits um 1700.
Hermann Gallin bewohnte das Haus Breite Straße 52, das er im Jahr 1322 gekauft hatte.